# Ceteris paribus
Ceteris paribus, Latijn voor "het overige gelijk blijvend", zegt men in de sociale wetenschappen (met name de economie) wanneer men de invloed van variatie in de onafhankelijke variabele op de afhankelijke variabele onderzoekt. Ceteris paribus stelt hiermee dat alle overige variabelen of grootheden gelijk blijven, en dus het effect afkomstig is uit variatie in de onafhankelijke variabele. Vaak wordt dit als aanname gedaan wat meestal niet volledig het geval is, maar een onmisbare aanname voor de vorming en toepassing van wetenschappelijke theorieën.
In de exacte wetenschappen wordt ceteris paribus zelden gebruikt, omdat in deze vakgebieden veel onderzoek in gecontroleerde omstandigheden plaatsvindt en de "overige" grootheden in grote mate gelijk gehouden kunnen worden; de aanname is dan niet nodig. 
In de sociale vakken is dit veel moeilijker: sociale omstandigheden kunnen nooit volledig gereproduceerd worden.

## Voorbeeld: economie
Uitspraak: De prijs bepaalt, ceteris paribus, de gevraagde hoeveelheid.
Interpretatie: een prijsverhoging van een product zal, onder verder gelijk blijvende omstandigheden, leiden tot een wijziging (meestal daling) van de hoeveelheid die door alle consumenten gezamenlijk wordt gevraagd.
Die gelijk blijvende omstandigheden (vandaar dus ceteris paribus) houden in dat er géén verandering optreedt in:
- de inkomens van de consumenten
- het aantal consumenten
- de voorkeuren van die consumenten, en
- de prijzen van andere goederen.